# Deep Cover (2025)
Deep Cover ist eine Action-Komödie von Tom Kingsley. Der Film mit Bryce Dallas Howard, Orlando Bloom und Nick Mohammed in den Hauptrollen, die drei Improvisationsschauspieler spielen, die von der Londoner Polizei für kleinere Undercovereinsätze angeheuert werden, wurde im Juni 2025 in das Programm von Prime Video aufgenommen.

## Handlung
Die Londoner Polizei hat drei Improvisations-Schauspieler angeheuert, die bei verdeckten Ermittlungen aushelfen sollen, da sie auf jede Situation reagieren können, ohne die eigene Deckung auffliegen zu lassen. Ihr besonderes Talent verwickelt sie jedoch bald in gefährliche Ereignisse in der kriminellen Unterwelt und führt sie in jede Menge absurder Situationen.

## Produktion

### Drehbuch und Regie

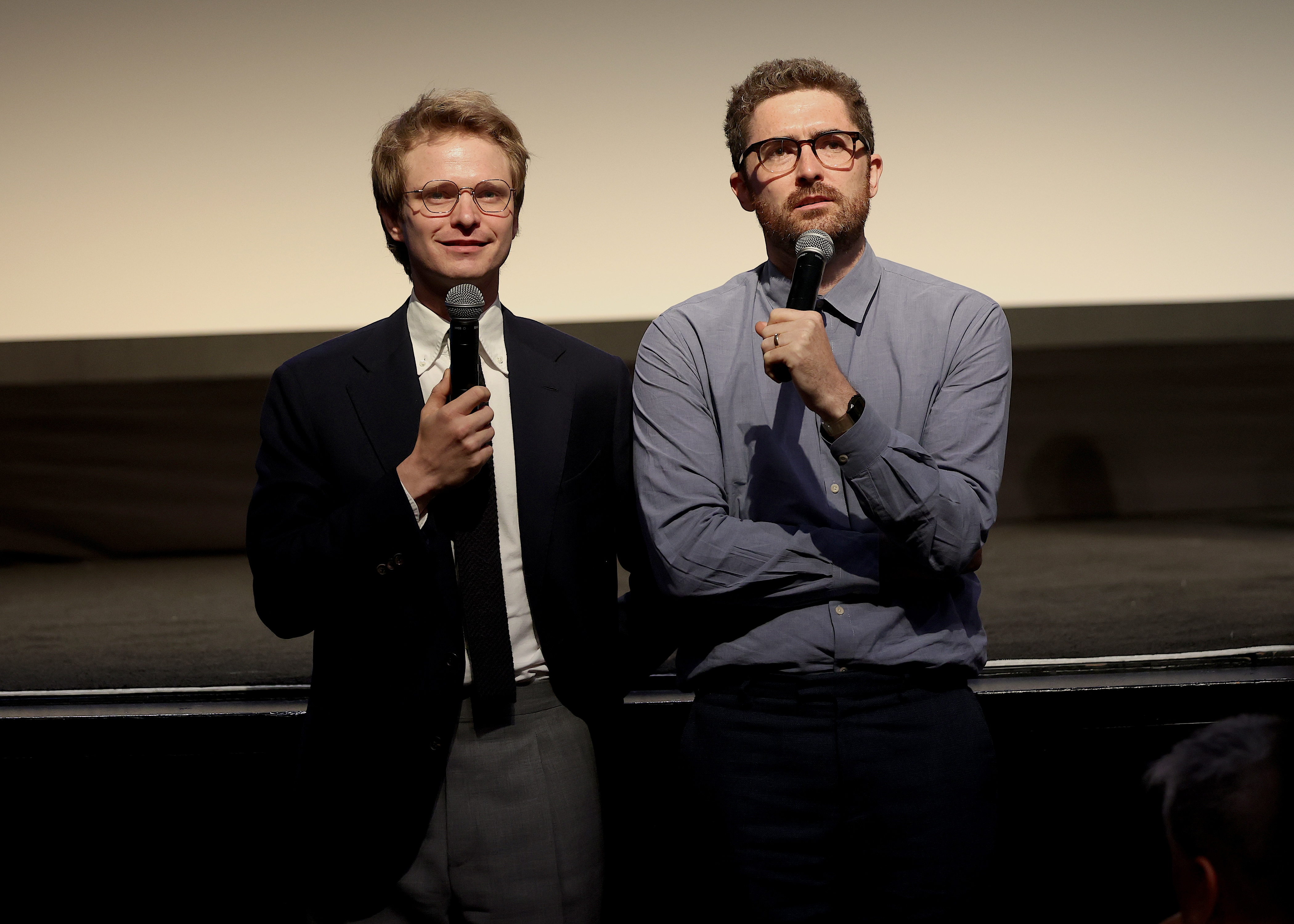
Die Drehbuchautoren Alexander Owen und Ben Ashenden

Das Drehbuch schrieben Ben Ashenden und Alexander Owen, bekannt als Komikerduo The Pin, Derek Connolly und Colin Trevorrow. Die Idee für die Geschichte hatten letztere beiden bereits im Jahr 2011. Trevorrow und Connolly sind US-Amerikaner, lernten sich in ihrer Zeit als Praktikanten bei Saturday Night Live kennen und arbeiteten später für eine Reihe von Filmen zusammen.
Regie führte Tom Kingsley. Es handelt sich bei Deep Cover um seinen dritten Spielfilm nach Black Pond von 2011 und The Darkest Universe von 2016.

### Besetzung, Synchronisation und Dreharbeiten
Die US-Amerikanerin Bryce Dallas Howard und die Briten Orlando Bloom und Nick Mohammed spielen Kat, Marlon und Hugh, die drei von der Londoner Polizei angeheuerten Improvisationsschauspieler, eine Lehrerin und ihre zwei Schüler. Howard war bereits in Trevorrows Science-Fiction-Filmen Jurassic World und Jurassic World: Ein neues Zeitalter zu sehen. Seine Koautoren Ashenden und Owen spielen die Scotland-Yard-Detectives Dawes und Beverley. Sean Bean spielt den Drogenfahnder Billings, der das Trio in die Londoner Gangszene einschleust, Ian McShane den Mafiaboss Metcalfe und Paddy Considine den Drogenbaron Fly. In einer weiteren Rolle ist Sonoya Mizuno zu sehen. Das Casting übernahm Alex Johnson.
Die deutsche Synchronisation entstand nach einem Dialogbuch von Paul Sedlmeir und Maresa Sedlmeir und der Dialogregie von Ersterem im Auftrag der FFS Film- & Fernseh-Synchron GmbH in München.
| Darsteller          | Synchronsprecher  | Rolle        |
| ------------------- | ----------------- | ------------ |
| Orlando Bloom       | Philipp Moog      | Marlon Swift |
| Bryce Dallas Howard | Maria Koschny     | Kat          |
| Nick Mohammed       | Pascal Fligg      | Hugh         |
| Sean Bean           | Torsten Michaelis | Billings     |
| Paddy Considine     | Christian Weygand | Fly          |
| Simon Thorp         | Hans Bayer        | Hughs Chef   |
| Ian McShane         | K. Dieter Klebsch | Metcalfe     |
| Omid Djalili        | Dieter Memel      | Sagar        |

Die Dreharbeiten fanden ab Anfang Februar 2024 in London statt, wo der Film spielt. Als Kameramann fungierte Will Hanke.

### Filmmusik und Veröffentlichung
Die Filmmusik komponierte Daniel Pemberton, unter anderem bekannt für Guy Ritchies Agentenkomödie Codename U.N.C.L.E.
Der Film wurde am 12. Juni 2025 in das Programm von Prime Video aufgenommen. Ebenfalls im Juni 2025 wird er beim Tribeca Film Festival und beim South by Southwest London gezeigt.

## Altersfreigabe und Kritiken
In den USA erhielt der Film ein R-Rating, was einer Freigabe ab 17 Jahren entspricht.
Von den bei Rotten Tomatoes aufgeführten Kritiken sind 89 Prozent positiv. Bei Metacritic erhielt der Film einen Metascore von 67 von 100 möglichen Punkten.
Giancarlo Schwendener schreibt in seiner Kritik für outnow.ch, Regisseur Tom Kingsley gebe mit Deep Cover eine sehr gute Visitenkarte ab. Seine Inszenierung sei unterhaltsam, selbstironisch und einfach vor allem lustig. Kein Gag wirke erzwungen, und auch die sarkastisch-makaberen Momente seien ausgewogen. Orlando Blooms selbstironische Interpretation eines talentfreien Komikers, der sich als Method Actor sieht, ernte Lacher seitens des Publikums, und er funktioniere zudem prächtig mit Bryce Dallas Howard und Nick Mohammed. Auch Sean Bean sei als abgehalfterter und dubioser Polizist in Hochform.